# Per Tysk
Per Tysk, född 30 september 1874 i Mora, död 22 februari 1926 i Vårfrukyrka församling, Uppsala län, var en svensk lantbrukare och politiker (socialdemokrat). Han var son till riksdagsmannen Mats Tysk.
Tysk var ledamot av Sveriges riksdags andra kammare 1912–1917, invald i Kopparbergs läns norra valkrets. Han var även verksam som landstingspolitiker.